# クライシス・オブ・アメリカ
『クライシス・オブ・アメリカ』 (The Manchurian Candidate) は、2004年のアメリカ合衆国のサスペンス映画。監督はジョナサン・デミ、出演はデンゼル・ワシントンとメリル・ストリープなど。
原作はリチャード・コンドンの小説『影なき狙撃者』であり、1962年の同名映画に続いて2度目の映画化である。ただし、本作はコンドンの原作小説だけでなく、ジョージ・アクセルロッドによる1962年の映画脚本も原作としたリメイクである。

## ストーリー
ベネット・マルコ少佐（ワシントン）は、1991年の湾岸戦争中に米陸軍部隊を指揮した。彼の部下であるレイモンド・ショー一等軍曹（シュライバー）は、待ち伏せ攻撃を受けたクウェートでの偵察中に1人で敵と交戦し、2人を除く偵察隊員全員を3日間かけて砂漠を越えて安全な場所に避難させたとして名誉勲章を授与された。ショーは現在、連邦下院議員である。彼の冷酷な母親はバージニア州選出の連邦上院議員エレノア・プレンティス・ショー（ストリープ）で、自分の影響力を利用して、本命のトム・ジョーダン上院議員を抑えて息子を副大統領候補に据えようとしている。レイモンドは他人と余り打ち解けない性格で、やや控えめだが、母親には心を開いている。しかし、幼馴染の恋人で、ジョーダン上院議員の娘であるジョスリンと入隊前に別れさせられたことで、今でも母親に憤りを感じている。
マルコの嘗ての部下の1人、アル・メルビンは、待ち伏せされた偵察行に関する混乱した記憶と夢をマルコに語る。明らかに精神を病んでいるアルはマルコに夢のイメージを描いた絵を見せる。マルコはまた、彼と偵察隊員全員が捕らえられ、拷問され、洗脳されるという、その偵察任務の時の夢を見始める。
マルコは実際に何が起こったのかを調査し始める。彼はニューヨークに向かう。列車の中で彼は、彼が気付くより先に自分のことを認識していた、ロージーという名前の陽気なスーパーマーケットの店員に会う。彼女は彼にニューヨークでの宿泊場所を提供する。彼女のアパートでシャワーを浴びている時、彼は背中の上部に小さなしこりを感じる。彼はナイフでその箇所を切り、皮膚の下から小さな金属製の物体を引き抜くが、マルコの微妙な苦痛の音を聞いたロージーが中に入って来た時、誤ってそれを浴室の洗面台に落としてしまう。
マルコはレイモンドの選挙対策本部でレイモンドと会い、一緒に昼食を取っている最中にレイモンドを組み伏せ、そこにあると思われた埋め込まれたものを取り出すためにレイモンドの背中に噛みつく。マルコは逮捕されるが、レイモンドが告訴しないことにしたため釈放される。ロージーのアパートに戻ったマルコは、拘留中に取り外して口の中に隠していたレイモンドの背中に埋め込まれていたものを取り出す。マルコは友人のデルプ（ブルーノ・ガンツ）にレイモンドから取り出したものを分析して貰い、デルプはその目的は緊急医療データの保管であると推測するが、また、エレノアを含む強い政治的コネを持つ強大な未公開株式投資会社である「マンチュリアン・グローバル」が資金提供する様々な種類のインプラントのプロジェクトが実施されていたことを想い出す。デルプがマルコの依頼でメトヘキシタールを使った電気痙攣療法をマルコに施すと、マルコは待ち伏せ攻撃を受けた偵察任務中に洗脳され、自分とレイモンドが行方不明となった兵士2名を殺害することを強制されたことをより鮮明に思い出し始める。彼は自分が監視されているのではないかと疑い始め、ロージーのハンドバッグの中に彼に関する情報が記録されたカセットテープを発見する。テープにはロージーとの会話の録音が含まれていることが判明した。公共図書館でマンチュリアン・グローバル社について調べたところ、アティカス・ノイル博士の名前にたどり着く。彼はアパルトヘイト時代に政治犯に対する人体実験を行ったとして告発され、マンチュリアン・グローバル社が実施した、新しい記憶の移植に関する研究事業に携わっていた南アフリカの遺伝学者である。彼はその調査結果をジョーダン上院議員に報告し、ジョーダン議員はショー親子に対して、彼ら親子は、「砂漠の嵐」作戦が行われている間、マンチュリアン・グローバル社からの研究補助金を受けて行われた「深部インプラントによる行動修正」に関するノイル博士の研究と、マルコとレイモンドの偵察隊が砂漠で3日間行方不明になったこと、そして、その後の偵察隊員の夢と回想、の間に明確な関連性があると主張した。彼はレイモンドに選挙戦から撤退するよう求めた。しかし撤退するどころか、エレノアはレイモンドを「起動」し、ジョーダンを殺すように命令する。ジョセリンもレイモンドを止めようとして殺されてしまう。
マルコがロージーを問い詰めると、彼女はFBIで働いており、秘密裏に彼を追っていたことを明かす。レイモンドとマルコの偵察隊の他の隊員たちと同様に謎の死を遂げたメルビンのインプラントを発見したFBIは、マルコとレイモンドが暗殺計画の下で洗脳されていたことを納得させるため、マルコとレイモンドの面談を設定する。その暗殺は、大統領候補であるアーサー知事と副大統領候補のレイモンドが選挙に当選する直後に実施されることになっていた。レイモンドはエレノアからマルコ宛の電話を受ける。それは、エレノアが合言葉を使用してマルコに対してアーサー次期大統領を暗殺する命令を出す。彼女は国の利益のために自発的にレイモンドを洗脳者に引き渡したことを認める。しかしレイモンドは、ジョスリンの死によって力を得て、マインドコントロールに抵抗する。
最後の瞬間、レイモンドは、マインドコントロールされているマルコと次期大統領との間に意図的に自分の身体を置く。ロージーがマルコを見つけるために人混みの中を急いでいる中、レイモンドはマルコが隠れている通気孔の方を見て、彼と彼の母親を殺す合図として頷く。レイモンドは母親と踊り、マークされた位置に誘導し、そこでマルコがライフルの一発で2人を殺す。マルコは自殺しようとするが、レイモンドが頷いたのを見たロージーが到着し、マルコを銃撃し自殺を阻止する。
FBIは、死亡したマンチュリアン・グローバル社の請負業者を銃撃犯に仕立て上げる。マンチュリアン・グローバル社の幹部たちは、テレビで明らかになった陰謀の全容を見るが、逃げようとはしない。ロージーはマルコを離島の施設に連れて行き、そこでリハビリさせる。そこで過ごした時間を振り返った後、マルコは陸軍部隊の写真とレイモンドの名誉勲章を海に捨てる。

## キャスト
※カッコ内は日本語吹替
- ベン・マルコ少佐: デンゼル・ワシントン（小山力也）
- エレノア・ショー: メリル・ストリープ（池田昌子）
- レイモンド・ショー: リーヴ・シュレイバー（木下浩之）
- アル・メルヴィン: ジェフリー・ライト（西凜太朗）
- ユジェニー・ローズ: キンバリー・エリス（柴田まゆ）
- トーマス・ジョーダン: ジョン・ヴォイト（佐々木敏）
- デルプ: ブルーノ・ガンツ（多田野曜平）
- ハワード: テッド・レヴィン（松井範雄）
- ギャレット: ミゲル・フェラー（津田英三）
- アティクス・ノイル: サイモン・マクバーニー（村治学）
- ジョスリン・ジョーダン: ヴェラ・ファーミガ（紗川じゅん）
- エディ・イングラム: パブロ・シュレイバー（田中完）
- ウィルソン: テディ・ダン
- アトキンズ: ホアキン・ペレス・キャンベル（中尾良平）

## 作品の評価

### 映画批評家によるレビュー
Rotten Tomatoesによれば、批評家の一致した見解は「前作は古典的名作というほどではないが、アップデートされた本作は演技が良く、身も凍るような恐ろしい味わいを醸し出している。」であり、210件の評論のうち高評価は80%にあたる168件で、平均点は10点満点中7.10点となっている。
Metacriticによれば、41件の評論のうち、高評価は36件、賛否混在は5件、低評価はなく、平均点は100点満点中76点となっている。

### 受賞歴
| 映画賞               | 部門                                     | 候補                                     | 結果       |
| -------------------- | ---------------------------------------- | ---------------------------------------- | ---------- |
| ゴールデングローブ賞 | 助演女優賞                               | メリル・ストリープ                       | ノミネート |
| 英国アカデミー賞     | 助演女優賞                               | メリル・ストリープ                       | ノミネート |
| ブラック・リール賞   | 助演男優賞                               | ジェフリー・ライト                       | ノミネート |
| ブラック・リール賞   | 助演女優賞                               | キンバリー・エリス                       | ノミネート |
| サターン賞           | アクション/アドベンチャー/スリラー映画賞 | アクション/アドベンチャー/スリラー映画賞 | ノミネート |
| サターン賞           | 助演男優賞                               | リーヴ・シュレイバー                     | ノミネート |
| サターン賞           | 助演女優賞                               | メリル・ストリープ                       | ノミネート |